# East Bay Grease
East Bay Grease er soul/funk-bandet Tower of Powers debutalbum fra 1970. Albummet indeholder 6 numre og er som det eneste Tower of Power-album indspillet på Fillmore Records.